# 26. podmorniška flotilja (Wehrmacht)
Za druge 26. flotilje glejte 26. flotilja.
26. podmorniška flotilja je bila podmorniška flotilja v sestavi Kriegsmarine med drugo svetovno vojno.
Flotilja je bila šolska vojaška enota, kjer so posadke novih podmornic opravile 3-4 tedenski tečaj v streljanju s torpedi.

## Baze
- april 1941 - februar 1945: Pillau
- februar 1945 - maj 1945: Warnemünde

## Podmornice
Razredi podmornic
- IX A, VII B, VII C

Seznam podmornic
- U-37, U-46, U-48, U-52, U-80, U-101, U-351

## Poveljstvo
Poveljnik
- Kapitan korvete Hans-Gerrit von Stockhausen (april 1941 - januar 1943)
- Kapitan korvete Karl-Friedrich Merten (januar - april 1943)
- Kapitan fregate Helmut Brümmer-Patzig (april 1943 - marec 1945)
- Kapitan korvete Ernst Bauer (april - maj 1945)